# Aspellinae
Muricopsinae, Tripterotyphinae
Sous-famille
Les Aspellinae sont une sous-famille de mollusques gastéropodes de la famille des Muricidae.

## Systématique
La sous-famille des Aspellinae a été créée en 1971 par le malacologiste Keen.

## Synonymes
- Muricopsinae Radwin & D'Attilio, 1971
- Tripterotyphinae D'Attilio & C. M. Hertz, 1988

## Liste des genres
Selon World Register of Marine Species (12 novembre 2021) :
- genre Acanthotrophon Hertlein & Strong, 1951
- genre Bizetiella Radwin & D'Attilio, 1972
- genre Eofavartia Merle, 2002
- genre Favartia Jousseaume, 1880
- genre Homalocantha Mörch, 1852
- genre Maxwellia Baily, 1950
- genre Murexsul Iredale, 1915
- genre Muricopsis Bucquoy & Dautzenberg, 1882
- genre Pazinotus E. H. Vokes, 1970
- genre Pradoxa Fernandes & Rolán, 1993
- genre Pygmaepterys E. H. Vokes, 1978
- genre Rolandiella B. A. Marshall & K. W. Burch, 2000
- genre Subpterynotus Olsson & Harbison, 1953
- genre Vitularia Swainson, 1840
- genre Xastilia Bouchet & Houart, 1994

## Galerie

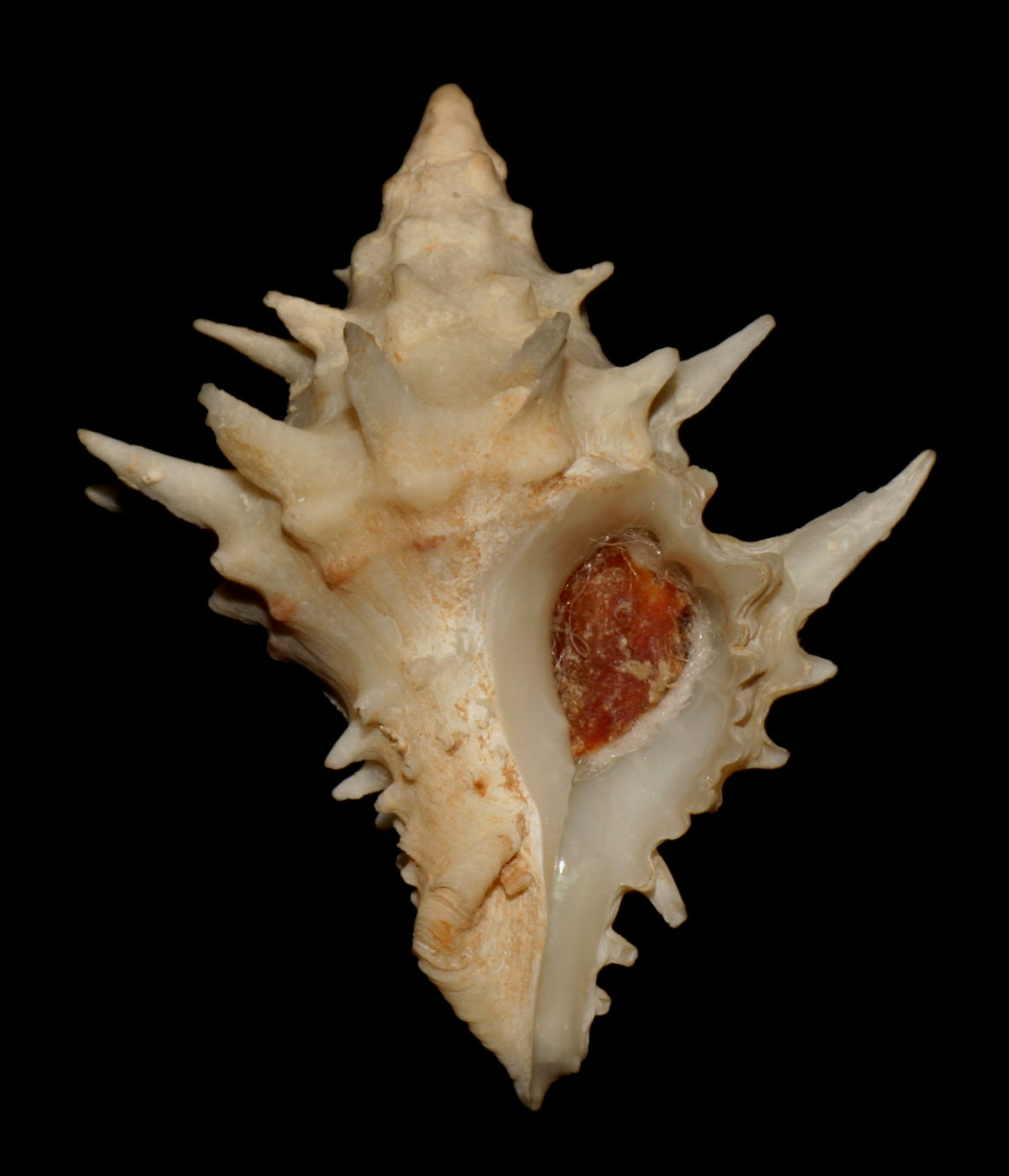
Acanthotrophon carduus.
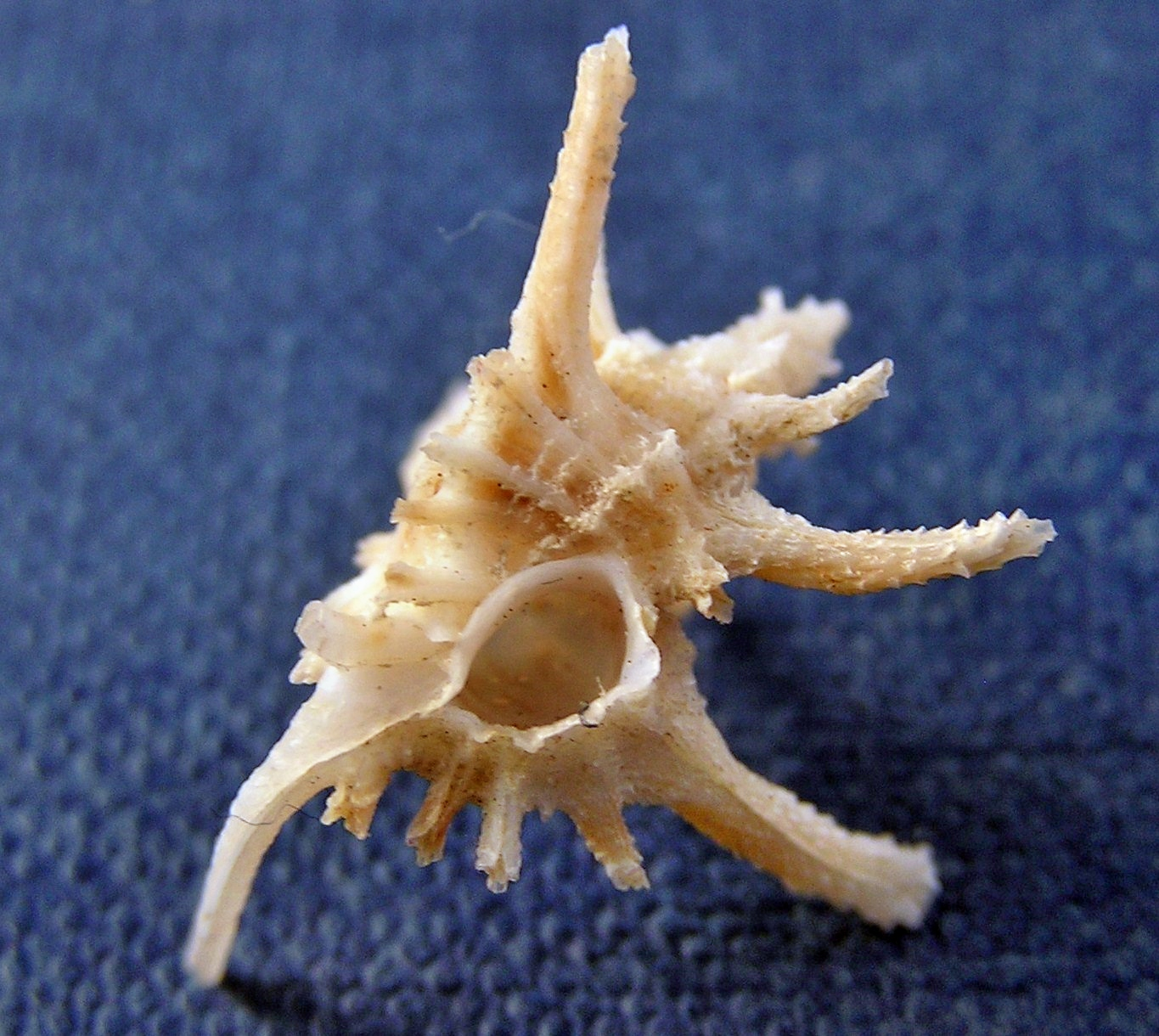
Favartia martini.
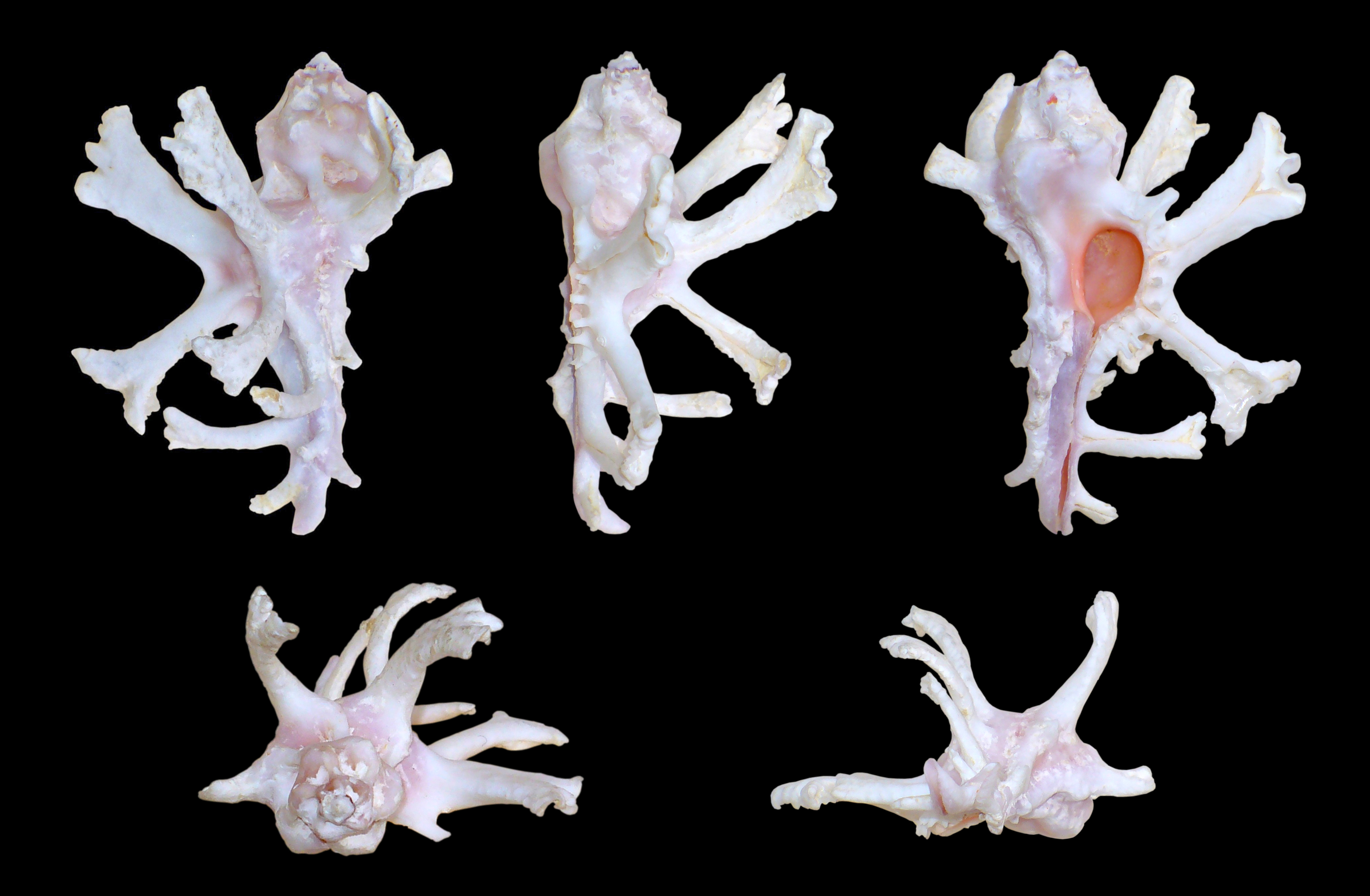
Homalocantha anatomica.
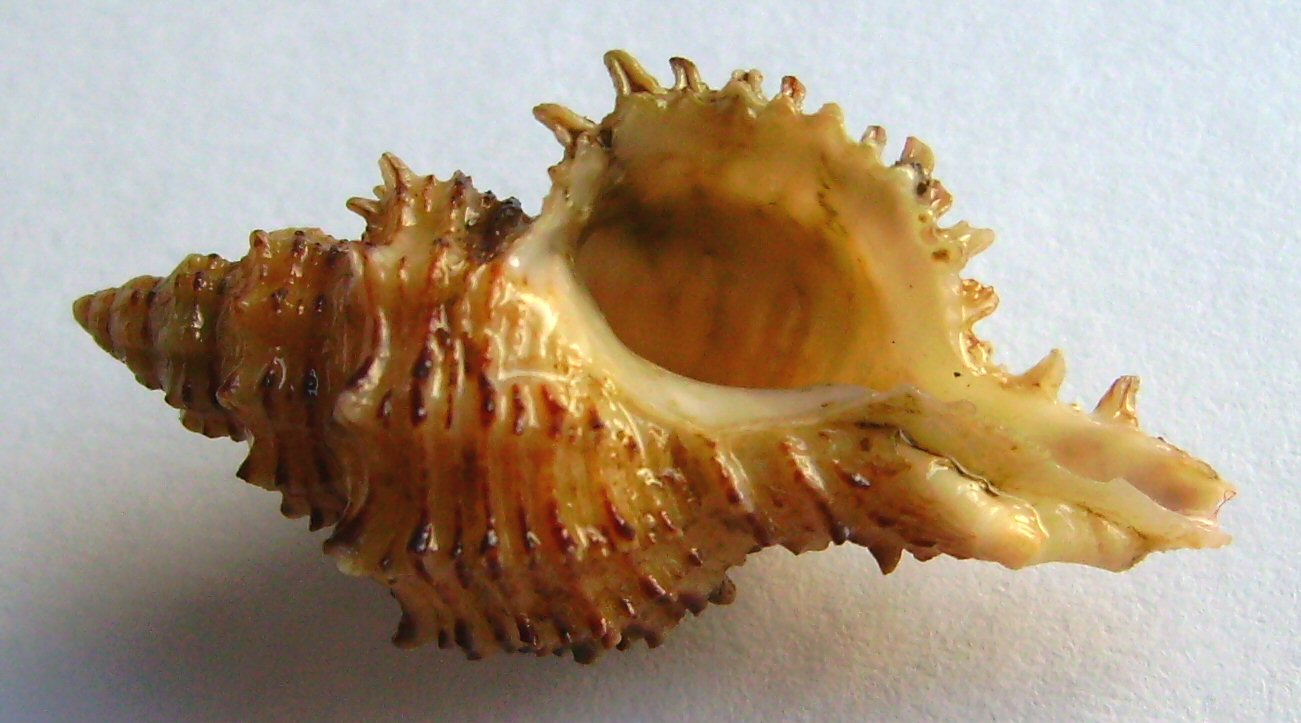
Murexsul octogonus.
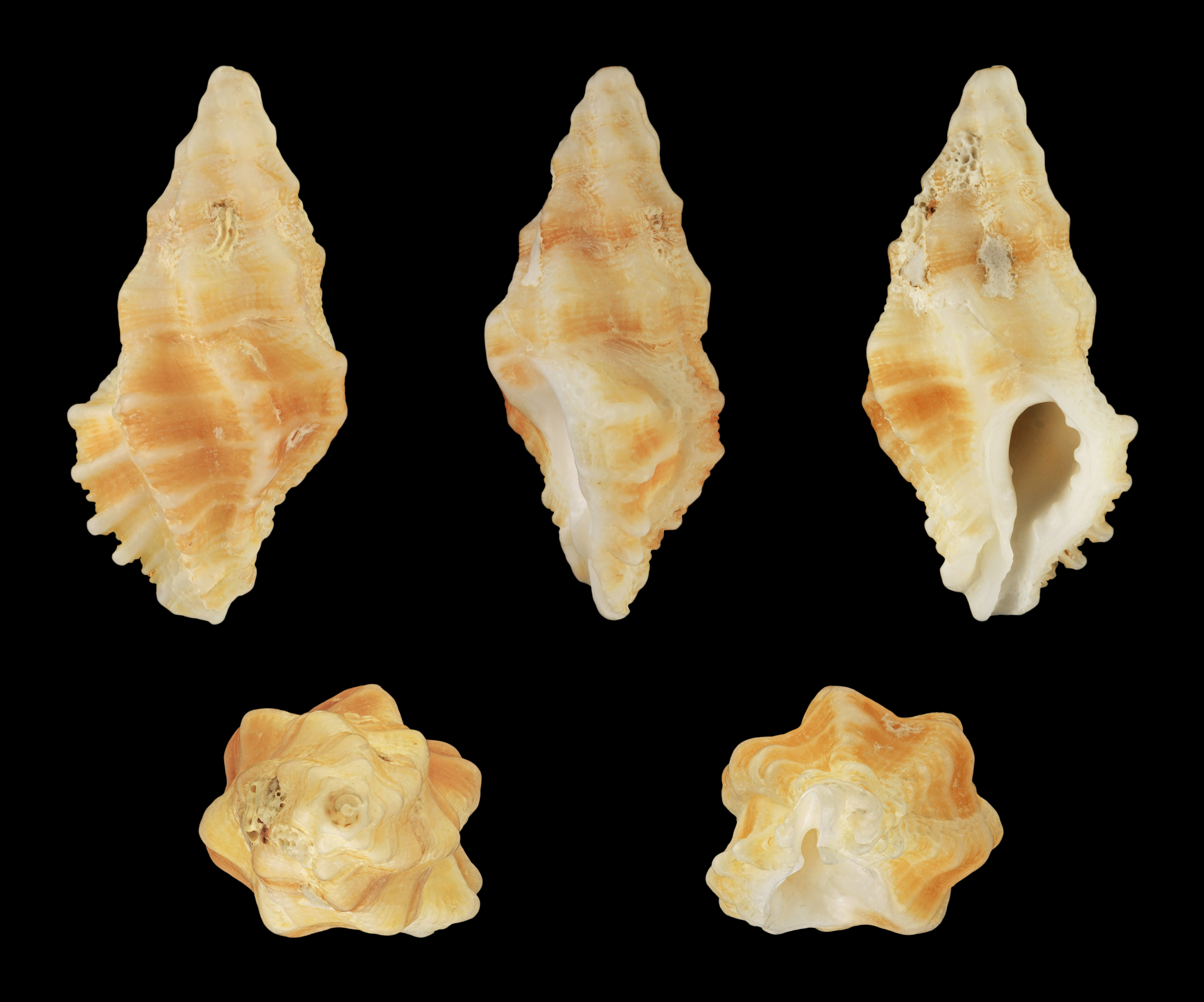
Muricopsis honkeri.
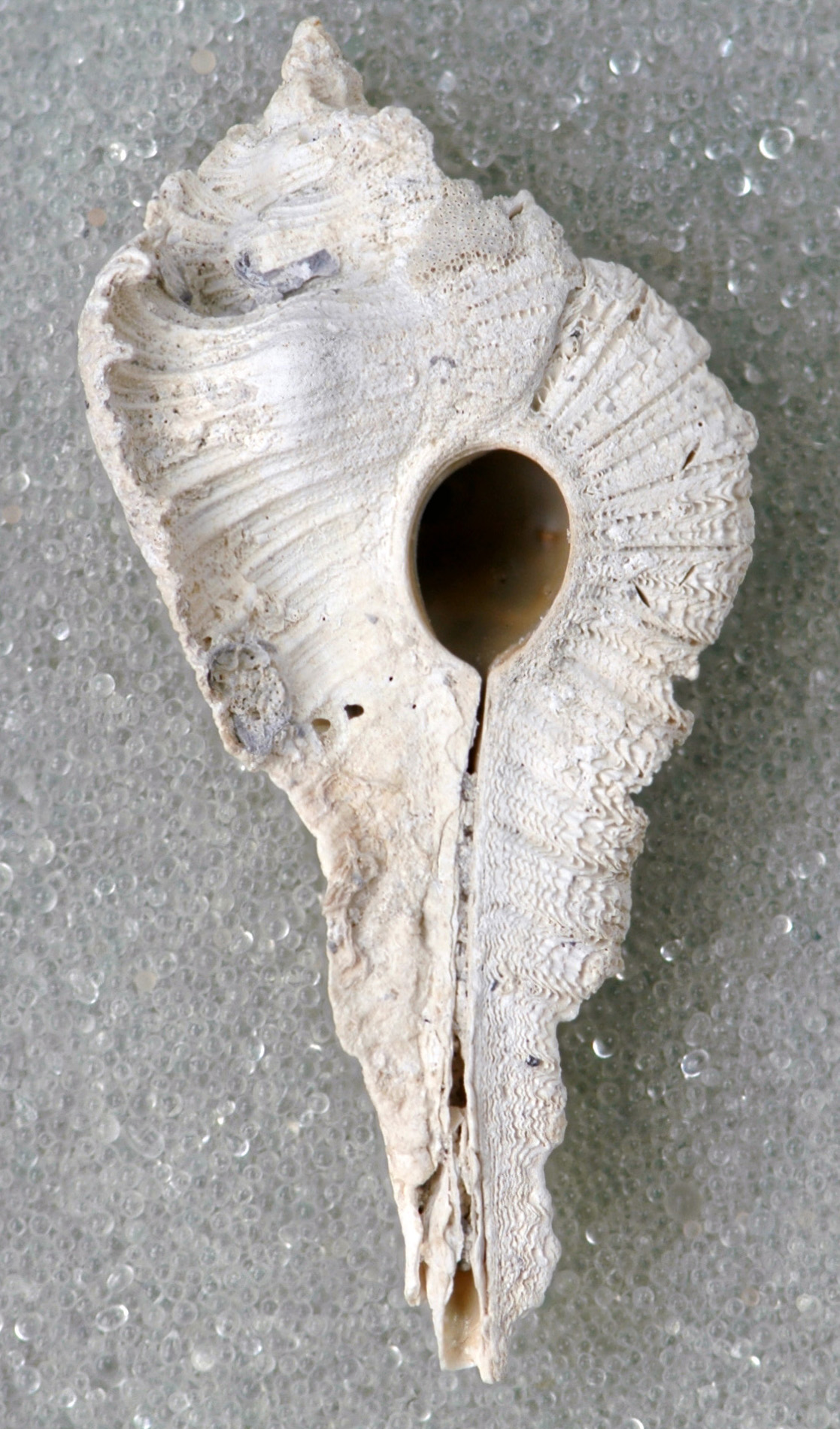
Subpterynotus textilis (fossile).
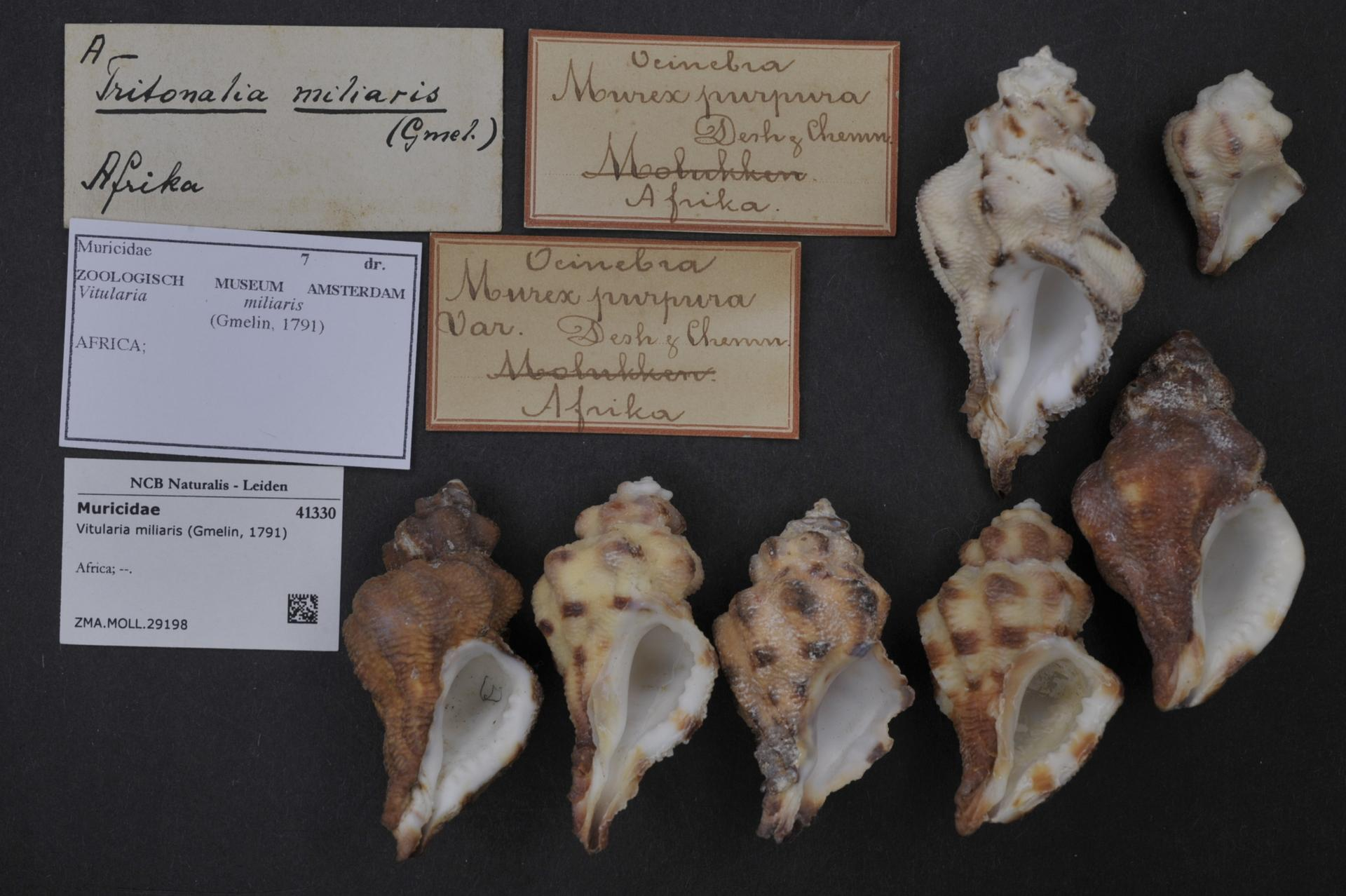
Vitularia miliaris.